# 宁波三角槭
宁波三角槭（学名：Acer buergerianum var. ningpoense）为槭树科枫属下的一个变种。

## 扩展阅读
- 維基物種上的相關：宁波三角槭